# Lady Noriega
Lady Noriega (Montería, 9 de noviembre de 1970) es una actriz y cantante colombiana. Conocida por sus diversos papeles en televisión, destacando entre ellos el rol de «Pepita Ronderos» en Pasión de Gavilanes y Diana en Pandillas Guerra y Paz.

## Biografía
Lady Noriega Hoyos nació en Montería, Córdoba en 1970. Desde sus tres años, se trasladó a Medellín con su familia y allí vivió su infancia y juventud.
En el año 2001 se  casa con Carlos Alberto Peña y tiene a su primer  y único hijo en 2004, en el 2006 se divorcia de Carlos y continua su exitosa carrera profesional.
En 2011, conoce al médico y cirujano  Rodolfo Chaparro y se casan en el 2014, al volver a Medellín de su luna de miel, Lady Noriega perdió repentinamente a su madre por un aneurisma, y al poco tiempo, también al hijo que esperaba.

## Carrera
Inicia su carrera como modelo, representando a su ciudad natal en el Concurso Nacional de Belleza de Colombia en 1991. Anteriormente, ya se dedicaba al modelaje y se dedicaba a la instrucción de aeróbicos.
También ha participado en telenovelas como Prisioneros del amor, Enamorada, Pasión de Gavilanes, Montecristo, Victorinos, Celia, entre otras. Además protagonizó en Ecuador una telenovela titulada María Soledad. Cabe destacar que este protagónico fue también su debut en la televisión.
En su fase de cantante, ha grabado diversos temas como «Maldito amor», «Una razón», «Paloma negra», entre otros. Para la telenovela Pasión de Gavilanes también grabó diversos temas, destacando «Llegaste», «Pecado mío» y «La Candelosa».

## Filmografía

### Televisión
- Cuando vivas conmigo (2016) — «La Musa»
- Celia (2015) — María Guillén
- La Madame (2013) — Alejandra Camacho
- Mujeres al Limite  (2011) — Varios personajes
- Tu voz estéreo (2010) — Varios personajes
- Victorinos (2009) — Dolores
- Sin senos no hay paraíso (2008) — Mánager
- Montecristo (2007) — Lola
- Sin vergüenza (2007) — Silvia Sepúlveda
- Decisiones (2007) — Episodio: 'Paraíso artificial' como Laura
- Así es la vida (2008)
- Padres e hijos (2006) — Conchita
- La saga, negocio de familia (2004) — Natasha
- Pasión de Gavilanes (2003-2004) — María Josefa Trinidad Felipa «Pepita» Ronderos
- Enamorada (1999) — Laura Guzmán
- Pandillas, guerra y paz (2000) — Diana [3]
- Prisioneros del amor (1996-1997) — Damasco
- María Soledad (1995) — María Soledad González Mejía
- Padres e hijos (1995) — Actuación especial
- El último beso (1994)
- Fiebre (1993)
- Te quiero pecas (1992)
- Unisex (1992)

### Reality
- MasterChef Celebrity Colombia (2022) — Participante[4]

### Presentadora
- Sin Tapujos (2017)
- Crónicas de Sábado - 2 documentales vida de Jenny Rivera (2016)
- Bailando por un Sueño (2005)
- Esta que arde. (Ecuador) (1998-1999)
- La Bella y la Bestia (1997-1998)
- Magazine Variedades (1992)

### Evento
- Amazonas somos todos[5] (2020) — Invitada